# Карл Кролов
Карл Кролов (нім. Karl Krolow; 11 березня 1915, Ганновер — 21 червня 1999, Дармштадт; псевдонім: Кароль Крепке) — німецький письменник.

## Біографія
Карл Кролов, який походив з родини державних службовців, виріс у Ганновері, де відвідував середню школу. З 1935 по 1942 рік вивчав німецьку мову, романські мови, філософію та історію мистецтва в університетах Геттінгена та Бреслау. Кролов, який був членом Гітлерюгенду з 1934 року, подав заяву на вступ до НСДАП 24 листопада 1937 року і був прийнятий заднім числом до 1 травня того ж року (членський номер 4 819 613). З 1940 року Кролов почав публікувати вірші в таких виданнях як Krakauer Zeitung, нацистська пропагандистська газета Генерал-губернаторства . З 1942 року автор оселився в Геттінгені і працював як вільний письменник. У 1943/44 рр. він також публікувався в націонал-соціалістичній тижневій газеті Das Reich.
У 1952 році Кролоу переїхав до Ганновера, а в 1956 році до Дармштадта, де жив до самої смерті. З 1950-х років Кролова вважали одним із найважливіших поетів німецької післявоєнної літератури. Відомий також як перекладач з французької та іспанської мов, автор прозових творів. Карл Кролов був членом ПЕН-центру Федеративної Республіки Німеччини з 1951 року, Німецької академії мови та поезії в Дармштадті з 1953 року (тимчасово президент), Академії наук і літератури в Майнці з 1960 року та Баварська академія краси з 1962 Мистецтво. Він отримав численні нагороди за свою багату й різноманітну творчість, зокрема премію Георга Бюхнера в 1956 році, Велику мистецьку премію Нижньої Саксонії в 1965 році, меморіальну нагороду Гете землі Гессен в 1975 році, Великий федеральний хрест за заслуги, міський секретар Бергенська літературна премія та премія Райнера Марії з поезії, почесний доктор Технічного університету Дармштадта в 1976 році, премія Гессенської культури в 1983 році, літературна премія Баварської академії образотворчого мистецтва в 1985 році та премія Фрідріха Гельдерліна. міста Бад-Гомбург у 1988 році.
Карл Кролов похований у родинній могилі своїх батьків, дідів і бабусь на міському кладовищі Енґезоде (відділ 13) у його рідному місті Ганновері. У свої прозовій збірці «Нічне життя або втрачене дитинство» (1985), яка містить автобіографічні нотатки про його дитинство та юність у Ганновері з 1915 по 1935 рік, він ще раз підсумовує свої роки в південній частині міста Ганновера, де він жив у будинку на куті вулиць Бандельштрассе/Сальштрассе.

## Твори
- Hochgelobtes gutes Leben, Hamburg 1943 (zusammen mit Hermann Gaupp)
- Das Gedicht in unserer Zeit, Hannover 1946
- Gedichte, Konstanz 1948
- Heimsuchung, Berlin 1948
- Auf Erden, Hamburg 1949
- Die Zeichen der Welt, Stuttgart 1952
- Von nahen und fernen Dingen, Stuttgart 1953
- Wind und Zeit, Stuttgart 1954
- Tage und Nächte, Düsseldorf [u. a.] 1956
- Fremde Körper, Berlin [u. a.] 1959
- Schatten eines Mannes, Wamel am Möhnesee 1959 (zusammen mit Rudolf Schoofs)
- Tessin, München [u. a.] 1959 (zusammen mit Fritz Eschen)
- Aspekte zeitgenössischer deutscher Lyrik, Gütersloh 1961
- Ausgewählte Gedichte, Frankfurt am Main 1962
- Die Rolle des Autors im experimentellen Gedicht, Wiesbaden 1962
- Unsichtbare Hände, Frankfurt am Main 1962
- Corrida de toros, Darmstadt 1964 (zusammen mit Helmut Lander)
- Darmstadt — Abglanz einer Residenz, Darmstadt 1964 (zusammen mit Annelise Reichmann)
- Reise durch die Nacht, Darmstadt 1964
- Schattengefecht, Frankfurt am Main 1964
- Gedicht für Darmstadt, Darmstadt 1965
- Gesammelte Gedichte, Frankfurt am Main
  - 1 (1965)
  - 2 (1975)
  - 3 (1985)
  - 4 (1997)
- Laudatio auf Fritz Usinger, Passau 1965
- Landschaften für mich, Frankfurt am Main 1966
- Poetisches Tagebuch, Frankfurt am Main 1966
- Das Problem des langen und kurzen Gedichts heute, Mainz 1966
- Unter uns Lesern, Darmstadt 1967
- Alltägliche Gedichte, Frankfurt am Main 1968
- Minuten-Aufzeichnungen, Frankfurt am Main 1968
- Flug über Heide, Moor und grüne Berge, Braunschweig 1969
- Bürgerliche Gedichte, Hamburg 1970 (unter dem Namen Karol Kröpcke)
- Nichts weiter als Leben, Frankfurt am Main 1970
- Die Träume der Ilse Aichinger, Dortmund 1971
- Deutschland deine Niedersachsen, Hamburg 1972
- Zeitvergehen, Frankfurt am Main 1972
- Zu des Rheins gestreckten Hügeln, Troisdorf 1972
- Ein Gedicht entsteht, Frankfurt am Main 1973
- Ein Lesebuch, Frankfurt am Main 1975
- Bremen color, Bremen 1976 (zusammen mit Jochen Mönch)
- Der Einfachheit halber, Frankfurt am Main 1977
- Von literarischer Unschuld, Darmstadt 1977
- Düsseldorf, Köln 1978
- Das andere Leben, Frankfurt am Main 1979
- Gedichte, Frankfurt am Main 1980
- Prolog für Darmstadt 1980, Darmstadt 1980
- Sterblich. Mit Holzschnitten von Alfred Pohl Pfaffenweiler, 1980
- Herbstsonett mit Hegel, Frankfurt am Main 1981
- Im Gehen, Frankfurt am Main 1981
- Nocturnos, Hofheim am Taunus 1981 (zusammen mit Eberhard Schlotter)
- Pomologische Gedichte, Usingen 1981
- Glanz aus dem Glas, Usingen 1982
- Zwischen Null und Unendlich, Frankfurt am Main 1982
- Erinnerte Ansichten, Darmstadt 1983 (zusammen mit Helmut Lortz)
- Herodot oder Der Beginn von Geschichte, Waldbrunn 1983
- Melanie, München 1983
- Schönen Dank und vorüber, Frankfurt am Main 1984
- Gedichte und poetologische Texte, Stuttgart 1985
- Nacht-Leben oder Geschonte Kindheit, Frankfurt am Main 1985
- Unumwunden, Schondorf 1985
- Notizen, Erinnerungen, Träume, Darmstadt 1985 (zusammen mit Edith Wolf und Helmut Lander)
- Darmstadt, Hanau 1986
- Gedichte zu Radierungen von Thomas Duttenhoefer, Isernhagen/Hannover 1986
- Lebensalter, Dreieich 1986 (zusammen mit Barbara Beisinghoff)
- Die andere Seite der Welt, Pfaffenweiler 1987
- In Kupfer gestochen, Frankfurt am Main 1987
- Karl Krolow, Berlin 1987
- Als es soweit war, Frankfurt am Main 1988
- Meine Gedichte, Frankfurt am Main 1990
- Sätze in die Nacht, Aachen 1990
- Wenn die Schwermut Fortschritte macht, Leipzig 1990
- Ich höre mich sagen, Frankfurt am Main 1992
- Etwas brennt, Frankfurt am Main 1994
- Die zweite Zeit, Frankfurt am Main 1995
- Menschlich, New York [u. a.] 1996 (zusammen mit Vera B. Profit)
- Gedichte, die von Liebe reden, Frankfurt am Main/Leipzig 1997, Insel-Bücherei 1174
- Die Handvoll Sand, Insel, Frankfurt am Main/Leipzig 2001, Insel-Bücherei 1223
- Im Diesseits verschwinden, Frankfurt am Main 2002
- Genug ist nie genug. Mit einem Holzschnitt von Alfred Pohl. Passau 1997

## Переклади
- Guillaume Apollinaire: Bestiarium, Gießen 1959
- Samuel Beckett: Flötentöne, Frankfurt am Main 1982 (übersetzt zusammen mit Elmar Tophoven)
- Rainer Maria Rilke: Les fenêtres. Mit Radierungen von Christian Mischke, Frankfurt am Main 1990
- Louise Labé: Sonette der Louïse Labé. In: Aus aufgegebenen Werken von Samuel Beckett, Karl Krolow, Wolfgang Koeppen, Hans Erich Nossack, Peter Weiss, Uwe Johnson, Wolfgang Hildesheimer, Nelly Sachs, Paul Celan, Martin Walser, Frankfurt am Main 1968, S. 25–29